# Zygochloa paradoxa
Zygochloa paradoxa là một loài thực vật có hoa trong họ Hòa thảo. Loài này được (R.Br.) S.T.Blake miêu tả khoa học đầu tiên năm 1941.

## Hình ảnh

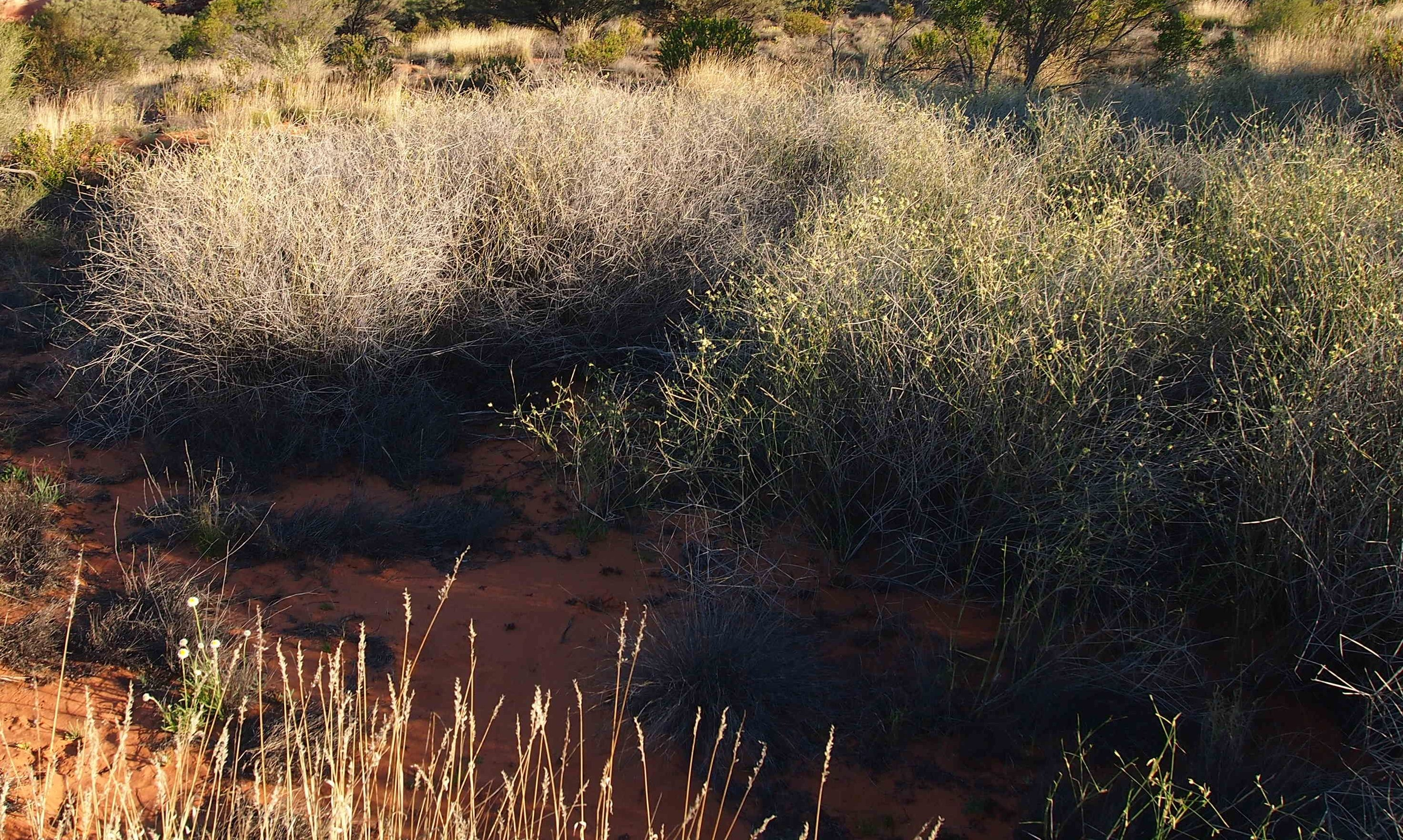